# Adieu, Sweet Bahnhof (album)
Adieu, Sweet Bahnhof is een muziekalbum uit 1984 van de groep The Nits.
Het bevat de volgende nummers:
1. Woman Cactus
2. Silly Fool
3. Think It Over[1]
4. Mask
5. Adieu, Sweet Bahnhof
6. The Tender Trap
7. The Infant King
8. Vah Hollanda Seni Seni
9. Poor Man's Pound
10. Villa Homesick
11. The Ballroom of Romance

Met Adieu, Sweet Bahnhof koos The Nits voor een meer commercieel geluid.